# Mas-des-Cours
Mas-des-Cours es una comuna francesa situada en el departamento de Aude, en la región de Occitania.

## Demografía
| 30 | 17 | 19 | 13 | 15 | 17 | 24 |
| Para los censos de 1962 a 1999 la población legal corresponde a la población sin duplicidades (Fuente: INSEE [Consultar]) |    |    |    |    |    |    |